# Allain Roy
Allain Roland Roy (* 6. Februar 1970 in Campbellton, New Brunswick) ist ein ehemaliger kanadischer Eishockeytorwart und Inlinehockeyspieler. 

## Karriere
Allain Roy begann seine Karriere als Eishockeyspieler an der Harvard University, die er von 1988 bis 1992 besuchte, während er parallel für deren Eishockeymannschaft in der ECAC Hockey spielte. In diesem Zeitraum wurde er im NHL Entry Draft 1989 in der vierten Runde als insgesamt 69. Spieler von den Winnipeg Jets ausgewählt, für die er allerdings nie spielte. Stattdessen nahm der Torwart von 1992 bis 1994 mit dem Team Canada an dessen Olympiavorbereitung teil. In der Saison 1993/94 gab er zudem sein Debüt im professionellen Eishockey für Jokerit Helsinki aus der finnischen SM-liiga, mit dem er auf Anhieb den nationalen Meistertitel gewann. In der folgenden Spielzeit lief er für die Saginaw Wheels in der Colonial Hockey League auf. Zuletzt trat er in der Saison 1995/96 in der Österreichischen Bundesliga für den Kapfenberger SV an, bei dem er einen Stammplatz zwischen den Pfosten hatte. 
Parallel zu seiner Eishockeykarriere war Roy von 1994 bis 1997 für die St. Louis Vipers in der professionellen Inlinehockeyliga Roller Hockey International aktiv, die im Gegensatz zum Eishockey jeweils im Sommer ausgetragen wurde. 

### International
Für Kanada nahm Roy an den Olympischen Winterspielen 1994 in Lillehammer teil, bei denen er mit seiner Mannschaft die Silbermedaille gewann. Als Ersatztorwart blieb er ohne Einsatz.

## Erfolge und Auszeichnungen
- 1994 Silbermedaille bei den Olympischen Winterspielen
- 1994 Finnischer Meister mit Jokerit Helsinki